# Verlaine-sur-Ourthe
Pour les articles homonymes, voir Verlaine (homonymie).
Verlaine-sur-Ourthe (en wallon : Vèrlin·ne) est un village de la commune belge de Durbuy situé en Région wallonne dans la province de Luxembourg.
Avant la fusion des communes, il faisait partie de la commune de Tohogne.

## Géologie
Le village de Verlaine-sur-Ourthe se trouve en Famenne représentée par plusieurs veines de schiste affleurant çà et là. Toutefois, les zones situées au nord (colline rocheuse du Chénisse) et au sud de la localité (L'Aisance) font partie de la région calcaire de la Calestienne.

## Situation
Verlaine se situe à mi-chemin entre Hamoir et Tohogne sur le versant ouest de l'Ourthe et le versant sud du ruisseau de Nanchenioule venant de Houmart. Malgré son nom, le village n'est pas implanté au bord de l'Ourthe mais sur une hauteur. Il est possible de rejoindre par la route l'Ourthe en face de Sy, en province de Liège, (gare SNCB), à moins d'un kilomètre. Une passerelle adossée au pont ferroviaire permet la traversée de la rivière pour les piétons et les cyclistes.

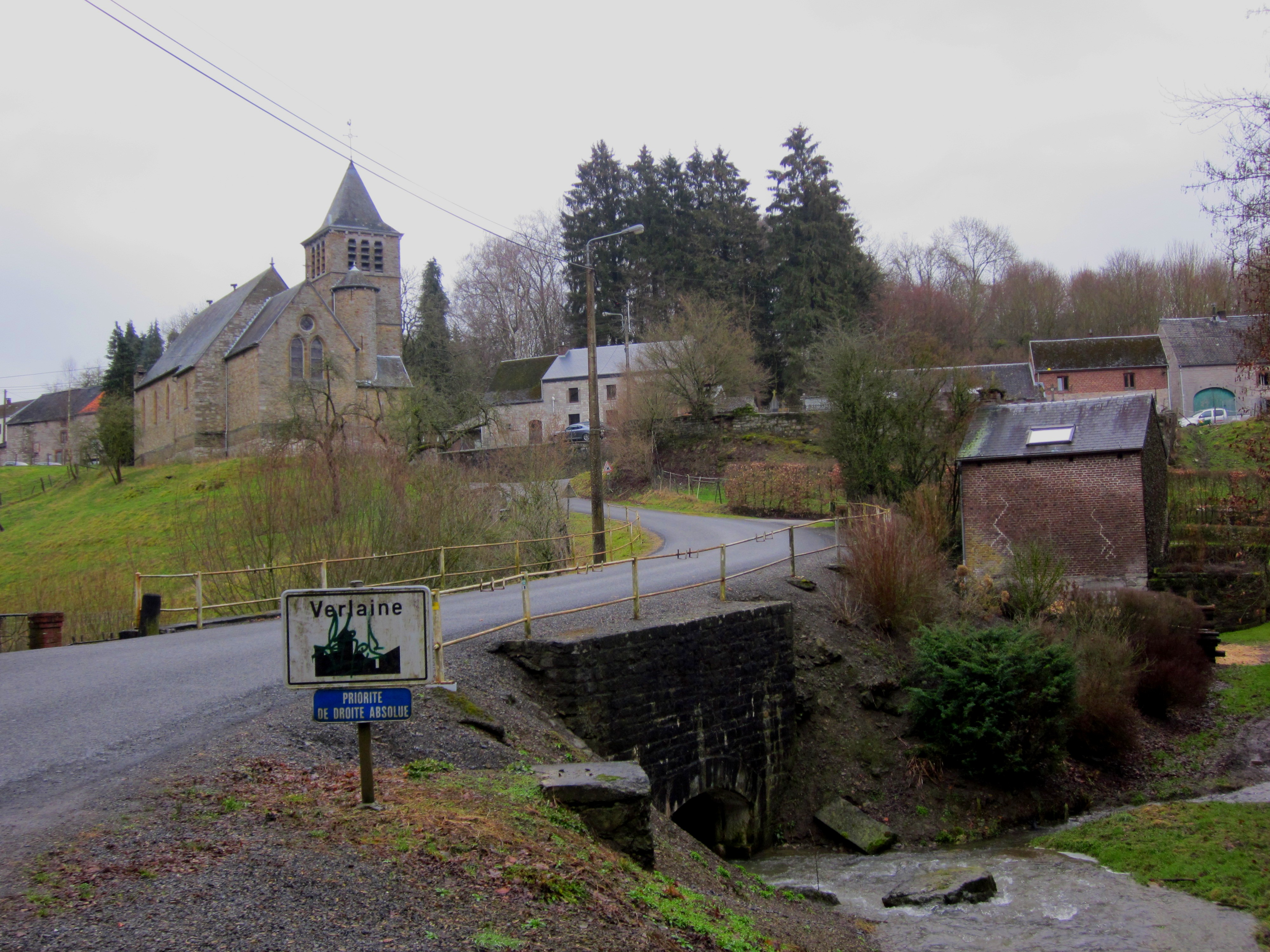
L'église et le ruisseau de Nanchenioule

## Description
Les rues parfois pentues du village forment un cercle dont la nouvelle église et l'ancien cimetière sont les points les plus bas. Ce cercle est formé par les chemins de la Miniée, du Puits, par la place Vendôme et par le chemin des Charençons. Les autres voiries partent de ce cercle vers l'extérieur de la localité.
On dénombre à Verlaine plusieurs chapelles, une église datant de 1901 bien située sur une hauteur dominant le ruisseau de Nanchenioule ainsi que plusieurs anciennes maisons dont un ancien moulin à eau. Mais les édifices les plus remarquables sont situés sur la place Vendôme. Il s'agit d'un ensemble de trois bâtiments attenants constitués d'un château (dont le noyau aurait été construit au XVIIe siècle), d'une ferme en carré dont le porche est daté de 1772 et d'une chapelle castrale.

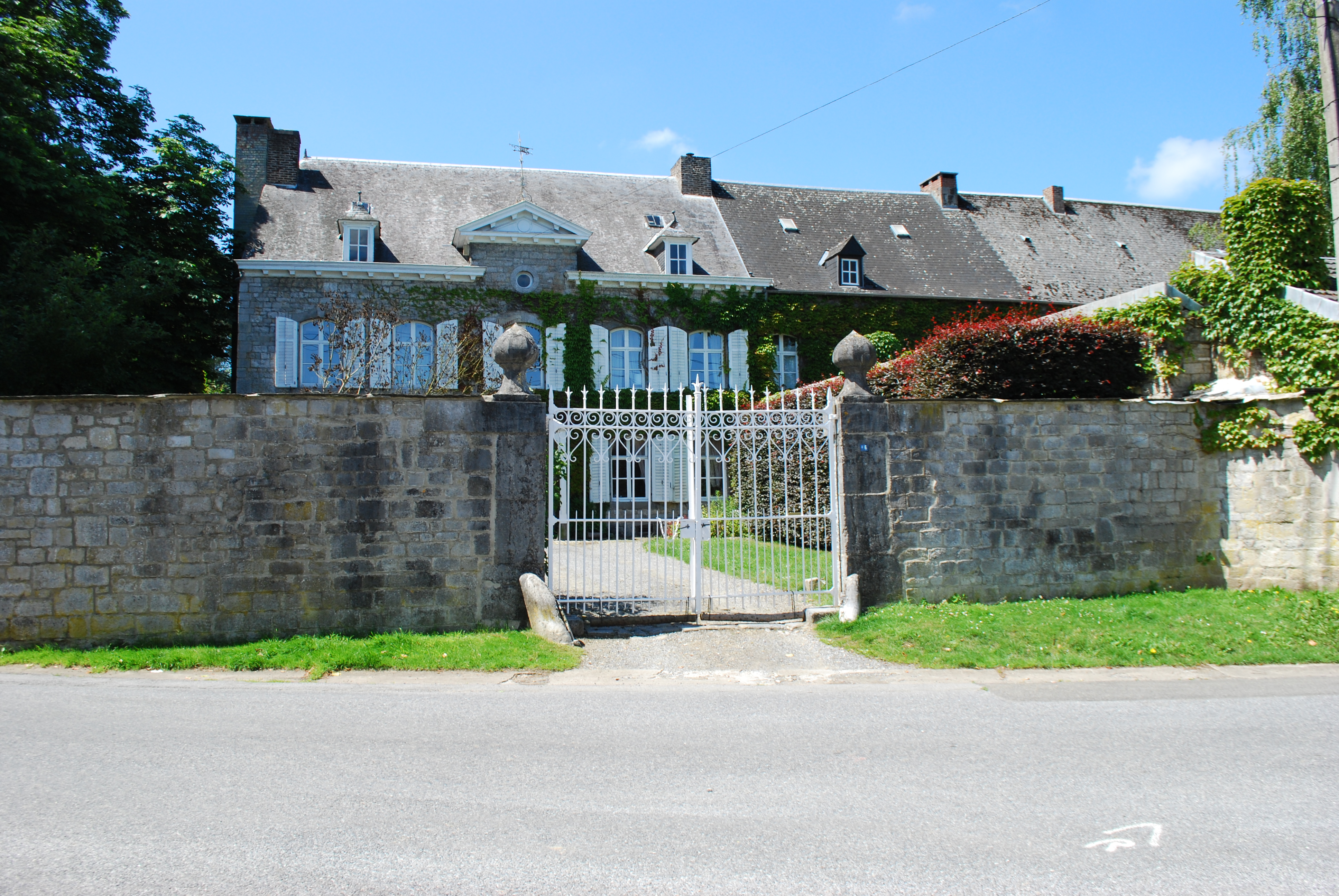
Le château de Verlaine

Les environs immédiats du village de Verlaine-sur-Ourthe sont souvent boisés. Les collines boisées de Spineux et du Chenisse (chapelle près du village et trou des Nutons au bord de l'Ourthe) au nord, le Tombeu (où se trouve le nouveau cimetière) et l'Aisance au sud ou encore le ruisseau de Nanchenioule à l'entrée principale du village invitent le promeneur à de belles balades.
La rive gauche de l'Ourthe sous le village de Verlaine accessible par le chemin de Sy est bâtie par une majorité de résidences secondaires à l'intérieur du méandre de Nandouire faisant face aux rochers de Sy.

## Patrimoine

### La chapelle castrale Saint-Remacle
La magnifique chapelle castrale dédiée à Saint-Remacle aurait été construite vers 1771. Contrairement à la ferme et au château voisins bâtis en pierre calcaire, la chapelle est construite en brique rehaussée de pierre bleue. Elle se compose d'une nef, de deux travées, d'une abside semi-circulaire, de fenêtres avec arcs en plein cintre et d'un clocheton carré. Le toit est recouvert d'ardoises. On remarquera la hauteur inhabituelle de cette chapelle par rapport à sa longueur.
La chapelle fut classée en 1958, rénovée de l'extérieur en 1970 et de l'intérieur en 1994. Elle sert actuellement de lieu de concerts ou d'expositions. La chapelle fut peinte par Richard Heintz qui résida longtemps à Sy, village très proche et décéda à Verlaine-sur-Ourthe au bord de l'Ourthe en 1929 (stèle commémorative).

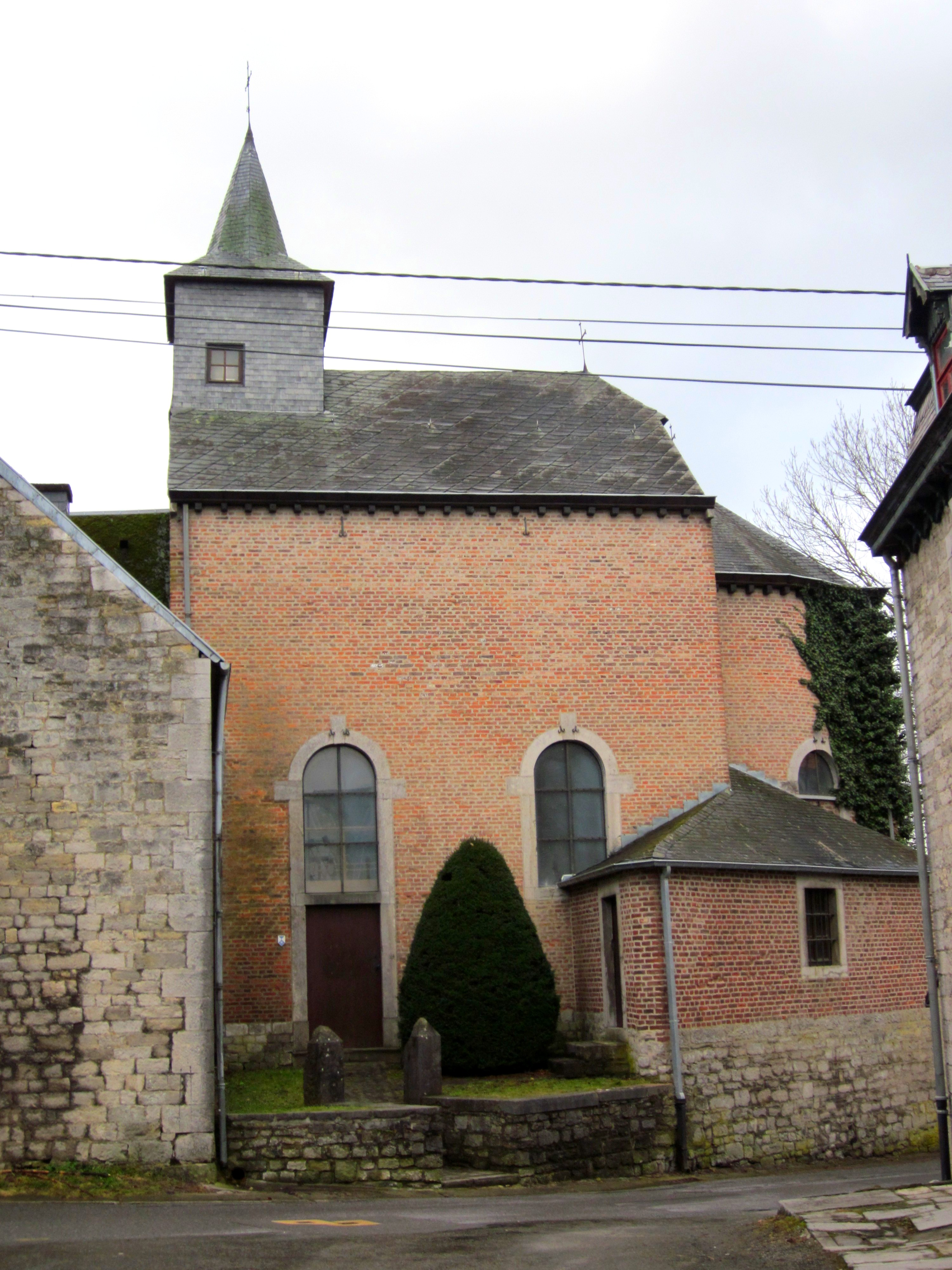
La chapelle castrale Saint-Remacle

### Lapyramidede Verlaine
Le long d'une voie secondaire se raccordant au chemin de la Pyramide, se dresse un obélisque (appelé pyramide) en pierre calcaire du XIXe siècle initialement d'environ 30 pieds (9 m) de haut dont ne subsiste aujourd'hui que la partie supérieure d'une hauteur d'environ 3,5 m sur une base carrée de 80 cm,. Aucune inscription ne figure sur ce monument insolite à trois niveaux surmontés par une urne circulaire et moulurée en terre cuite. La "pyramide" se dresse au milieu d'un enclos herbeux plus ou moins circulaire bordé de haies basses.

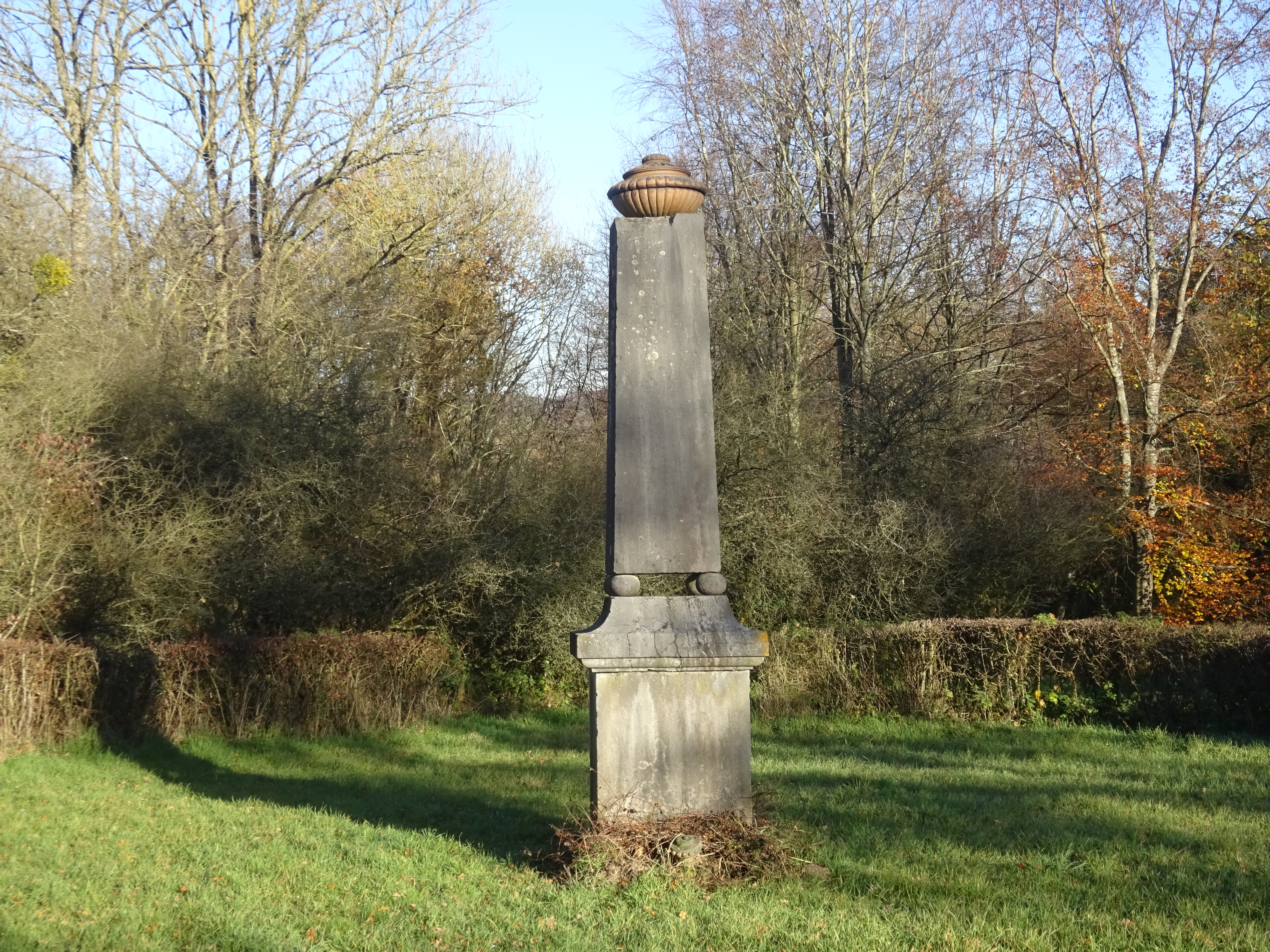
La pyramide de Verlaine

### Le trou des Nutons
Au bord de l'Ourthe non loin de Sy, se trouve le trou des Nutons, grotte ouverte dans les calcaires et représentative de la région de la Calestienne. Elle fut occupée au paléolithique supérieur. Ses habitants chassaient le cheval, le renne et le rhinocéros laineux.

## Activités
À la fin du mois de juillet, se déroulait à Verlaine-sur-Ourthe le Pyramide festival, festival rock dont la dixième édition a eu lieu en 2011. Ce festival n'existe plus aujourd'hui. Chaque année, au week-end du premier dimanche d'août, a lieu la kermesse du village. Elle s'étend sur 4 jours (samedi, dimanche, Cramignon le lundi, et fermeture le mardi).
Le village compte plusieurs gîtes ruraux et chambres d'hôtes.